# 231
Cette page concerne l'année 231  du calendrier julien. Pour l'année 231 av. J.-C., voir 231 av. J.-C. Pour le nombre 231, voir 231 (nombre).
L'année 231 est une année commune qui commence un samedi.

## Événements
- Printemps : Sévère Alexandre quitte Rome, accompagné de sa mère Julia Mamaea, pour Antioche où il rassemble des troupes en vue d'une campagne contre les Perses (231-232). Il envoie une ambassade à Ardachîr Ier pour négocier, mais sans résultat. À Antioche, il doit faire face à une mutinerie militaire après qu'il a sanctionné des soldats qui s’étaient rendus dans les thermes des femmes[1].

- Uranius Antoninus est momentanément proclamé empereur romain à Édesse, en Osrhoène[1].
- Exil à Césarée de Palestine du docteur chrétien Origène, disciple d’Ammonius Saccas (fondateur du néoplatonisme à Alexandrie), condamné par le patriarche Démétrius d'Alexandrie[2].

## Naissances en 231
- Cao Fang, roi de Wei

## Décès en 231
- Cao Zhen, général chinois.
- Zhang He, général chinois.